# Apteraliplus
Apteraliplus is een geslacht van kevers uit de familie  
watertreders (Haliplidae).
Het geslacht kreeg een wetenschappelijke naam van door Chandler in 1943.

## Soorten
Het geslacht omvat de volgende soort:
- Apteraliplus parvulus (Roberts, 1913)